# Mesnil-Mauger
Mesnil-Mauger és un municipi francès situat al departament del Sena Marítim i a la regió de Normandia. L'any 2007 tenia 236 habitants.

## Demografia

### Població
El 2007 la població de fet de Mesnil-Mauger era de 236 persones. Hi havia 78 famílies de les quals 12 eren unipersonals (8 homes vivint sols i 4 dones vivint soles), 31 parelles sense fills, 31 parelles amb fills i 4 famílies monoparentals amb fills.
La població ha evolucionat segons el següent gràfic:
Habitants censats

### Habitatges
El 2007 hi havia 109 habitatges, 89 eren l'habitatge principal de la família, 15 eren segones residències i 4 estaven desocupats. 108 eren cases i 1 era un apartament. Dels 89 habitatges principals, 80 estaven ocupats pels seus propietaris, 9 estaven llogats i ocupats pels llogaters i 1 estava cedit a títol gratuït; 3 tenien dues cambres, 8 en tenien tres, 29 en tenien quatre i 50 en tenien cinc o més. 65 habitatges disposaven pel capbaix d'una plaça de pàrquing. A 32 habitatges hi havia un automòbil i a 57 n'hi havia dos o més.

### Piràmide de població
La piràmide de població per edats i sexe el 2009 era:
| Homes | Edats   | Dones |
| ----- | ------- | ----- |
| 0     | 95 o +  | 0     |
| 0     | 90 a 94 | 0     |
| 0     | 85 a 89 | 4     |
| 4     | 80 a 84 | 0     |
| 0     | 75 a 79 | 0     |
| 8     | 70 a 74 | 0     |
| 12    | 65 a 69 | 16    |
| 4     | 60 a 64 | 8     |
| 4     | 55 a 59 | 0     |
| 4     | 50 a 54 | 8     |
| 0     | 45 a 49 | 0     |
| 8     | 40 a 44 | 8     |
| 16    | 35 a 39 | 16    |
| 8     | 30 a 34 | 0     |
| 4     | 25 a 29 | 12    |
| 8     | 20 a 24 | 4     |
| 8     | 15 a 19 | 8     |
| 16    | 10 a 14 | 4     |
| 4     | 5 a 9   | 8     |
| 8     | 0 a 4   | 8     |

## Economia
El 2007 la població en edat de treballar era de 161 persones, 122 eren actives i 39 eren inactives. De les 122 persones actives 114 estaven ocupades (66 homes i 48 dones) i 8 estaven aturades (4 homes i 4 dones). De les 39 persones inactives 23 estaven jubilades, 8 estaven estudiant i 8 estaven classificades com a «altres inactius».

### Ingressos
El 2009 a Mesnil-Mauger hi havia 91 unitats fiscals que integraven 245 persones, la mediana anual d'ingressos fiscals per persona era de 17.677 €.

### Activitats econòmiques
Dels 6 establiments que hi havia el 2007, 1 era d'una empresa extractiva, 2 d'empreses de construcció, 1 d'una empresa de comerç i reparació d'automòbils i 2 d'empreses de serveis.
Dels 2 establiments de servei als particulars que hi havia el 2009, 1 era un paleta i 1 lampisteria.
L'any 2000 a Mesnil-Mauger hi havia 13 explotacions agrícoles que ocupaven un total de 690 hectàrees.

## Equipaments sanitaris i escolars
El 2009 hi havia una escola elemental integrada dins d'un grup escolar amb les comunes properes formant una escola dispersa.

## Poblacions més properes
El següent diagrama mostra les poblacions més properes.